# Microibidion exiguum
Microibidion exiguum là một loài bọ cánh cứng trong họ Cerambycidae.